# Patrick Carlsson
Patrick Carlsson (gennaio 1972) è un batterista svedese noto come ex batterista della band svedese Evergrey.
Presente sin dalla prima formazione del gruppo, ha registrato 4 album in studio, dove si può riconoscere il suo stile. Nel 2003, in prossimità dell'uscita dell'album Recreation Day, dichiarò la sua uscita dal gruppo sul sito ufficiale, annunciando come suo successore Jonas Ekdahl, che dapprima ricopriva il ruolo di tecnico della batteria.

## L'uscita dagli Evergrey
Nel mese di aprile del 2003 pubblicò il seguente messaggio sul sito del gruppo:
Per concludere voglio ringraziare tutti coloro che sono stati coinvolti con la band. Voglio anche ringraziare i miei sponsor, per avermi aiutato nel corso degli anni. Un ringraziamento speciale a tutti i fan, che hanno supportato Evergrey in tutti questi anni.
Grazie, Tom, Michael, Henrik e Rikard per un tempo meraviglioso!
Con queste parole affido la posizione del batterista al mio successore, Jonas. È un batterista di grande talento e sono sicuro che farà un ottimo lavoro con Evergrey.
Buona fortuna!
Patrick»
Ecco quanto dichiarato dal bassista Michael Hakansson in un’intervista successiva all'uscita dell’album The Inner Cirle (2004):

## Behead
Nel 2005 entra a far parte di una band locale chiamata Behead, con la quale si è esibito pubblicamente. Nel frattempo la band lavora ad un nuovo album, le sessioni di registrazione sono previste per il 2006-2007 ma subiscono vari ritardi. Dopo poco tempo rivela di voler lasciare la band, ma con la promessa di registrare le tracce di batteria per l'album. Venne temporaneamente sostituito dal batterista Eivin Haugelidsäter e successivamente (giugno 2009) torna a far parte della band. L’album, intitolato Image of Ourselves, è uscito successivamente il 4 novembre 2014.

## Discografia

### Album in studio (Evergrey)
- 1998 - The Dark Discovery
- 1999 - Solitude, Dominance, Tragedy
- 2001 - In Search of Truth
- 2003 - Recreation Day

### Album in studio (Behead)
- 2014 - Image Of Ourselves